# Darre Lak
Darre Lak – wieś w Iranie, w ostanie Azerbejdżan Zachodni, w szahrestanie Mahabad. W 2006 roku liczyła 1454 mieszkańców.